# McLeod (Dakota Północna)
McLeod – jednostka osadnicza w Stanach Zjednoczonych, w stanie Dakota Północna, w hrabstwie Ransom.